# Shigeru Yokotani
Shigeru Yokotani (横谷 繁 Yokotani Shigeru?), född 3 maj 1987 i Hyōgo prefektur, är en japansk fotbollsspelare.
Yokotani började sin karriär 2006 i Gamba Osaka. Med Gamba Osaka vann han japanska ligacupen 2007. 2008 blev han utlånad till Ehime FC. Han spelade 81 ligamatcher för klubben. Han gick tillbaka till Gamba Osaka 2010. 2013 flyttade han till Kyoto Sanga FC. Efter Kyoto Sanga FC spelade han för Omiya Ardija, Ventforet Kofu och Ehime FC.